# 8467 Бенуакаррі
8467 Бенуакаррі ((8467) 1981 ES35) — астероїд головного поясу, відкритий 2 березня 1981 року.
Тіссеранів параметр щодо Юпітера — 3,164.